# Burl Ives
Burl Icle Ivanhoe Ives (n. 14 iunie 1909, Hunt City⁠(d), Comitatul Jasper, Illinois, SUA – d. 14 aprilie 1995, Anacortes⁠(d), Washington, SUA) a fost un cântăreț, actor de teatru, televiziune și film american.
El și-a început cariera artistică pe post de cântăreț ambulant și la banjo, și-a lansat propria emisiune de radio, The Wayfaring Stranger, care a popularizat cântecele populare tradiționale. În 1942, el a apărut în comedia This is the Army a lui Michael Curtiz, iar apoi a devenit o vedetă de prima mână a postului de radio CBS. 
În 1960, el a trecut cu succes în muzica country, înregistrând hit-uri precum „A Little Bitty Tear” și „Funny Way of Laughing”. A fost un popular actor de film în anii 1940 și 1950, jucând în filme precum So Dear to My Heart și Pisica pe acoperișul fierbinte, precum și rolul Rufus Hennessey în The Big Country, pentru care a câștigat Premiul Oscar pentru cel mai bun actor în rol secundar.
Ives este adesea amintit pentru rolul său în emisiunea specială de Crăciun stop-motion Rudolph the Red-Nosed Reindeer din 1964, care continuă să fie difuzată de CBS în fiecare sezon de Crăciun, ca voce a lui „Sam, omul de zăpadă”, naratorul și gazda emisiunii.

## Filmografie
- Smoky (1946) - Willie
- Green Grass of Wyoming (1948) - Gus
- Station West  (1948) - reepționerul
- So Dear to My Heart (1948) - unchiul Hiram Douglas
- Sierra (1950) - Lonesome
- 1955 La est de Eden (East of Eden) - Samuel The Sheriff
- The Power and the Prize (1956) - George Salt
- A Face in the Crowd (1957) - el însuși (necreditat)
- 1958 Patima de sub ulmi (Desire Under the Elms) - Ephraim Cabot
- Wind Across The Everglades (1958) - Cottonmouth
- 1958 Pisica pe acoperișul fierbinte (Cat on a Hot Tin Roof) - Big Daddy Pollitt
- 1958 Ferma din Arizona (The Big Country) - Rufus Hannassey
- Day of the Outlaw (1959) - Jack Bruhn
- 1959 Omul nostru din Havana (Our Man in Havana) - dr. Hasselbacher
- Let No Man Write My Epitaph (1960) - judecătorul Bruce Mallory Sullivan
- The Spiral Road (1962) - dr. Brits Jansen
- Summer Magic (1963) - Osh Popham
- The Brass Bottle (1964) - Fakrash
- Ensign Pulver (1964) - căpitanul Morton
- The Daydreamer (1966) - Father Neptune (voce)
- Jules Verne's Rocket to the Moon (1967) - Phineas T. Barnum
- The Other Side of Bonnie and Clyde (1968) - naratorul (voce)
- The McMasters (1970) - McMasters
- The Heart Farm (1973)
- Hugo the Hippo (1975) - naratorul (voce)
- Baker's Hawk (1976) - dl. McGraw
- Just You and Me, Kid (1979) - Max
- Earthbound (1981) - Ned Anderson
- White Dog (1982) - Carruthers
- Uphill All the Way (1986) - șeriful John Catledge
- Two Moon Junction (1988) - șeriful Earl Hawkins
- Alex Saves Christmas (2011) (cântece)